# 伊藤博之 (経営学者)
伊藤 博之（いとう ひろゆき、1965年 - ）は、日本の経営学者。滋賀大学名誉教授。現大阪経済大学経営学部経営学科教授。博士（経営学）（神戸大学）。

## 来歴
1965年京都府に生まれる。1988年に滋賀大学経済学部を卒業後、神戸大学大学院経営学研究科に進学し、1990年博士前期課程修了、1992年博士後期課程中退。滋賀大学経済学部助手、専任講師、助教授、准教授を経て、2009年教授。2020年滋賀大学より名誉教授の称号を授与され、大阪経済大学経営学部経営学科教授に就任。専門は経営組織論、経営管理論。

## 年譜
- 1965年 - 京都府にて出生
- 1988年 - 滋賀大学経済学部卒業
- 1990年 - 神戸大学大学院経営学研究科博士前期課程修了
- 1992年 - 神戸大学大学院経営学研究科博士後期課程中退
- 1992年 - 滋賀大学経済学部助手
- 1993年 - 滋賀大学経済学部講師
- 1998年 - 滋賀大学経済学部助教授
- 2007年 - 滋賀大学経済学部准教授
- 2008年 - 日本ベンチャー学会・学会誌「ベンチャー・レビュー」レフェリー賞受賞
- 2009年 - 博士（経営学）（神戸大学）
- 2009年 - 滋賀大学経済学部教授
- 2009年 - 経営行動科学学会・優秀事例賞受賞
- 2010年 - 企業家研究フォーラム・企業家研究フォーラム賞（著書の部）受賞

## 著書

### 単著
- 『アメリカン・カンパニー―異文化としてのアメリカ企業を解釈する』（白桃書房、2009）

### 共著
- 『組織能力を活かす経営―３Ｍ社の自己超越ストーリー』（河合篤男・山路直人・山田幸三 中央経済社、2004）

### 訳書
- ハイジ メイソン、ティム ローナー『ベンチャー・ビジネス・オフィスー企業ベンチャリングの新しいモデル』（生産性出版、2004）

## 主な論文
- 国立情報学研究所収録論文 国立情報学研究所

## 主な所属学会
- 組織学会
- 日本経営学会
- 日本ベンチャー学会
- 経営行動科学学会
- 企業家研究フォーラム

## 関連人物
- 西尾久美子
- 小野善生